# Ministerium für Wissenschaft, Forschung und Kultur des Landes Brandenburg
Das Ministerium für Wissenschaft, Forschung und Kultur des Landes Brandenburg (MWFK) ist das Wissenschaftsministerium des Landes Brandenburg mit Sitz in Potsdam und eines seiner neun Ministerien.

## Leitung
Seit dem 20. November 2019 ist Manja Schüle (SPD) Wissenschaftsministerin, Staatssekretär ist Tobias Dünow

## Geschichte
In der 1945 gebildeten ersten Regierung der damaligen Provinz Brandenburg (Kabinett Steinhoff I) existierten noch keine Ministerien. Ab 1946 bildeten die Bereiche „Wissenschaft“ und „Kunst“ dann bis zur Auflösung des Landes Brandenburg 1952 ein gemeinsames Ministerium mit dem Bereich „Volksbildung“.
Zur Wiedergründung des Landes Brandenburg im Jahr 1990 wurde ein eigenständiges Wissenschaftsministerium eingerichtet. Neben dem Bildungsministerium ist es das einzige brandenburgische Ministerium, welches seitdem nicht umbenannt wurde und somit ohne wesentliche Zuständigkeitsänderungen besteht.

## Aufgaben und Organisation
Das Ministerium gliedert sich in folgende Abteilungen:
- Abteilung 1: Zentralabteilung
- Abteilung 2: Wissenschaft und Forschung
- Abteilung 3: Kultur

## Nachgeordnete Behörden
Dem Ministerium sind folgende Einrichtungen nachgeordnet:
- Landesoberbehörden
  - Landesamt für Denkmalpflege und Archäologisches Landesmuseum (BLDAM), Zossen
- Einrichtungen des Landes
  - Landeshauptarchiv (BLHA), Potsdam

## Staatssekretäre im Ministerium
- 1990–1992: Jürgen Dittberner
- 1992–1994: Frank Edgar Portz
- 1994–2000: Friedrich Buttler
- 2000: Helmut Weber
- 2000–2004: Christoph Helm
- 2004–2005: Markus Karp
- 2006–2009: Johann Komusiewicz
- 2009–2016: Martin Gorholt
- 2016–2019: Ulrike Gutheil
- seit 2019: Tobias Dünow